# Angela Merkel – Die Unerwartete
Angela Merkel – Die Unerwartete ist ein Dokumentarfilm von Torsten Körner und Matthias Schmidt aus dem Jahr 2016. Erstausgestrahlt wurde der Film am 6. Dezember 2016 auf arte.

## Inhalt
Der Film dokumentiert das Leben und die politische Laufbahn Angela Merkels. Er zeigt Archivbilder und Interviews mit Zeitgenossen, darunter Franz Müntefering, Edmund Stoiber und Norbert Blüm, sowie ein Exklusivinterview mit Angela Merkel.

## Hintergrund
Der Film war eine Produktion von Broadview TV und dem MDR in Zusammenarbeit mit arte für Das Erste.

## Rezeption
Die Dokumentation wurde am 6. Dezember 2016 auf Arte ausgestrahlt und am 12. Dezember im Ersten und am 15.12. im MDR wiederholt. Für die Wiederholung wurden 1,9 Mio. Zuschauer und eine Quote von 12,5 % ermittelt.
Die Aufnahme der Dokumentation in der Presse war freundlich. Der Tagesspiegel bescheinigte ihr ein „erfreulich differenzierte[s], weil nicht von vornherein zur These verengte[s] Bild mit […] unerwarteten Momenten“.
Laut NZZ ist die Dokumentation „aufschlussreich“ und findet, dass sie „gerade in [ihrer] Perspektive jenseits des aktuellen Tagesgeschäfts […] über neunzig Minuten lang zu fesseln“ vermag.
In der Süddeutschen Zeitung wird die „ungeheure Fleißarbeit“ gelobt. Der Film erzähle wenig Neues, aber fasse Bekanntes „gekonnt zusammen“. Bemängelt wird das Fehlen „explizite[r] Kritiker. Selbst die Sozialdemokraten Franz Müntefering und Peer Steinbrück, ja sogar die Linke Sahra Wagenknecht, betten ihre Skepsis in ein Grundrauschen des Respekts“.
Laut Spiegel scheitert der Film: „Der Film scheitert. […] Angela Merkel zu erklären, […] sie neu zu zeigen, das kann nicht funktionieren. Dem Film beim Scheitern zuzusehen ist dennoch spannend, es ist lehrreich und am Ende gar ein Genuss.“ Der Film zeige Merkel eher als „Unverstandene“ denn als „Unerwartete“ und mache deutlich, wie groß die Distanz zwischen ihr und ihren Politikerkollegen sei und dass sie einer „inneren Unabhängigkeit“ entspreche, die Merkel „einen besonderen Umgang mit der Macht“ ermögliche.
Im Deutschlandfunk bedauert Michael Meyer, dass der schon seit 2015 gedrehte Film viele neuere Entwicklungen nicht mehr aufgreifen konnte, er habe aber „dennoch durchaus spannende Momente“.

## DVD-Veröffentlichung
Der Film ist seit dem 25. August 2017 auf DVD erhältlich.